# Залкалиани, Давид
Дави́д Муртазович Залкалиа́ни (груз. დავით ზალკალიანი; род. 27 февраля 1968, Тбилиси, Грузинская ССР) — грузинский дипломат и государственный деятель. Действующий вице-премьер с 21 января 2021 года. Министр иностранных дел Грузии с 21 июня 2018 года по 4 апреля 2022 года. Посол Грузии в США с 4 апреля 2022 года.

## Биография
Родился 27 февраля 1968 года в Тбилиси. Отец — Муртаз Залкалиани, экономист и депутат парламента Грузии третьего созыва (1992— 1995). В 1992 году окончил Тбилисский государственный университет по специальности международное право. 
Вскоре после обретения Грузией независимости, в 1992 году Залкалиани начал работать в Департаменте Международных Организаций Министерства иностранных дел Грузии, сначала в должности Атташе, в 1995 году в том же департаменте он стал заместителем начальника управления. В период его работы было очень важно закрепить позицию Грузии на международной арене и активное участие в международных организациях. В этот период Грузия начинает активное сотрудничество с Европейским Сообществом, которое в 1992 году признало Грузию независимым государством. В то время сотрудничество Грузии с Европейским Сообществом главным образом ограничивалось гуманитарными и техническими вопросами, в которых активное участие принимал Давид Залкалиани.
С 1996 по 2000 год работал в посольстве Грузии в Австрии в должности Советника. Принимал участие в переговорном процессе по Соглашению об адаптации Договора об обычных вооружённых силах в Европе. Также он принимал участие в различных важных саммитах: Саммит в Будапеште (1994), Саммит в Лиссабоне (1996), Саммит в Стамбуле (1999). Давид Залкалиани принимал активное участие в переговорном процессе по выводу российских военных баз с территории Грузии. Во время его работы в Австрии, послом Грузии в Вене был выдающийся грузинский дипломат Леван Микеладзе. Впоследствии вместе с Микеладзе он активно станет участвовать в общественно-политическом процессе.
С 2000 по 2001 год являлся Советником в Европейском Департаменте МИД Грузии. Сфера его деятельности фокусировалась на углублении двусторонних отношений с европейскими странами.
С 2001 по 2002 год Залкалиани вернулся в Вену и занял должность Заместителя Постоянного Представителя Грузии.
С 2002 по 2004 год Залкалиани работал на должности Старшего Советника в посольстве Грузии в США, Канаде и Мексике. За время его работы в США, сотрудничество США и Грузии в сфере обороны усилилось. После работы в США в 2004 году был назначен Чрезвычайным и Полномочным Послом Грузии в Узбекистане и Таджикистане. В течение этого периода двусторонние отношения между странами стали более интенсивными в политическом и экономическом плане.
С 2007 года являлся Директором Департамента Глобальных Отношений Министерства иностранных дел Грузии, в течение следующего года был Послом по особым поручениям Министерства иностранных дел Грузии. С января 2008 года Залкалиани был назначен Чрезвычайным и Полномочным Послом Грузии в Белоруссии.
В 2009 году Залкалиани покинул пост посла и вместе с единомышленниками включился в политический процесс. Залкалиани активно участвовал в создании политической партии — «Свободные Демократы», за этим последовало победа коалиции «Грузинская Мечта» на парламентских выборах 2012 года. В парламенте была создана фракция «Грузинская Мечта — Свободные Демократы». В том же году Залкалиани стал Первым Заместителем Министра Иностранных Дел Грузии.
После назначения Первым Заместителем Министра Иностранных Дел, Залкалиани в числе прочих важных тем, активно участвует в подготовлении Соглашения об Ассоциации между Грузией и Евросоюзом. Он был главным переговорщиком со стороны Грузии. Переговоры завершились удачно, и 27 июня 2014 года был подписан исторический документ — Соглашение об Ассоциации между Европейским Союзом и Грузией, которое включает в себе компонент углублённой и всеобъемлющей зоны свободной торговли (DCFTA). Кроме того, в 2012—2014 годах Залкалиани был главным переговорщиком со стороны Грузии в Женевском международном переговорном процессе и сопредседателем рабочих групп Хартии Стратегического Партнёрства США-Грузия.
В 2015 году Залкалиани продолжил свою деятельность, в недавно созданном фонде имени Левана Микеладзе, в должности исполняющего директора. Его работа в фонде заключалась в проведении исследований в области государственной политики и проектов aдвокатирования, наращивании потенциала для дипломатов и проведении научных и общественных дискуссий по приоритетам внешней политики. С 2016 по 2018 год вновь занял должность первого заместителя министра иностранных дел. 21 июня 2018 года Давид Залкалиани назначен министром иностранных дел Грузии. 21 января 2021 года назначен вторым вице-премьером.
В 2007 году Давиду Залкалиани был присвоен дипломатический ранг Чрезвычайного и Полномочного Посла.

## Образование
В 1992 году окончил Тбилисский государственный университет, по специальности международное право. Владеет английским и русским языками.

## Семья
Залкалиани женат на Тамаре Кемоклидзе, имеет двоих дочерей.